# A Place in the Stars
A Place in the Stars es una película nigeriana de suspenso y crimen de 2014 escrita por Ita Hozaife y J. K. Amalou, coproducida y dirigida por Steve Gukas. Está protagonizada por Gideon Okeke, Segun Arinze, Matilda Obaseki, Yemi Blaq, Femi Branch y Dejumo Lewis. La película se inspiró en el mandato de la difunta profesora Dora Akunyili como directora general de la Agencia Nacional para la Administración y el Control de Alimentos y Medicamentos (NAFDAC).

## Sinopsis
Ambientada en 2006, narra la historia de Kim Dakim (Gideon Okeke), un joven abogado que tiene información sobre el tráfico de medicamentos falsificados y puede ganar millones de dólares si no transmite la información... Sin embargo, el magnate de la droga, Diokpa Okonkwo (Segun Arinze) está listo para matar si es necesario con tal de proteger su próspero comercio ilegal.

## Elenco
- Gideon Okeke como Kim Dakim
- Segun Arinze como Diokpa Okonkwo
- Dejumo Lewis como Pa Dakim
- Matilda Obaseki como Tari
- Femi Branch como Young Pa Dakim
- Yemi Blaq como James
- Julian Mcdowell como MD Rasco Mining
- Armajit Deu como Veejay
- Amaka Mgbor como Vickie
- Ladi Alpha como Simi Dakim
- Zubairu J. Attah como Charles Coker
- Lantana Ahmed como Ngo Simi

## Producción
A Place in the Stars se centra en "cómo se comercializan medicamentos falsos y adulterados por miles de millones de dólares". Gukas decidió hacer una película sobre drogas falsas, inspirado por el mandato de la ahora fallecida Dora Akunyili como directora general de la Agencia Nacional de Administración y Control de Alimentos y Medicamentos (NAFDAC). Según él, el celo y la dedicación de Akinyili ayudaron a reducir la prevalencia de drogas falsas en Nigeria a un nivel mínimo en ese momento.
Fue financiada en parte por la Junta Nacional de Censores de Cine y Video de Nigeria, y es una coproducción de Native Filmworks con Jungle FilmWorks, Massive Entertainment, Consolidated Media Associates, Pepper Fruit Consult, MichelAngelo Productions y T-Large Media. Según el director, el presupuesto para la producción de la película superó el millón de dólares. Se rodó en Jos, Abuya y Lagos. La producción tomó un período de cinco años. El director señaló que la razón de la demora fue el estilo de financiación.

### Música y banda sonora
La música fue compuesta por George Kallis; la instrumentación fue realizada por una orquesta de noventa músicos y fue grabada en Budapest, Hungría. El tema principal de la película "A Place in the Stars" de Jeremiah Gyang fue lanzado el 21 de septiembre de 2014, junto con su video musical.

## Promoción y lanzamiento
La película fue anunciada oficialmente a la prensa el 20 de agosto de 2014 en Freedom Park, Isla de Lagos. El avance oficial se dio a conocer en el evento, antes de subirlo a YouTube el mismo día. El metraje exclusivo detrás de escena; incluyendo la realización de la película, la partitura y el video musical de la banda sonora de la película también se proyectaron para los invitados al evento. El 1 de octubre, se lanzó una campaña en redes sociales en Twitter, que involucra a los usuarios, incluidas celebridades, tuiteando el nombre de las personas que creen que merecen un lugar en las estrellas, con el hash-tag "#APlaceInTheStars". El 12 de octubre se llevó a cabo una proyección privada en el Hotel Four Points Sheraton, Isla Victoria, Lagos La película se estrenó el 7 de noviembre en Landmark Center, Isla Victoria, Lagos, y su estreno general el 14 de noviembre del mismo año.

## Recepción
La película recibió críticas generalmente negativas. Wilfred Okiche de YNaija dice que es "una película decepcionante", que critica casi todo en ella. Citó a Gideon Okeke como un protagonista poco atractivo, el guion no es lo suficientemente dramático y concluye: "Cualquier director hubiera presentado A Place in the stars de esta manera y sería terrible. Pero Gukas, cuyo perfil es suficiente para inspirar ciertas expectativas elevadas, procede con este esfuerzo, para aplastar a todas y cada una de ellas. Nada inspirador, entretenido o admirable sobre esta [película]". Oris Aigbokhaevbolo, de "True Nollywood Stories", le dio 5,4 estrellas, y en general también hizo una panorámica de la película y la actuación de Okeke, pero elogió su motivo. Concluye: "Dejando a un lado la actuación engreída de Okeke, este es el problema con A Place in the Stars: es una campaña de ilustración de una ONG para la televisión. Los corazones del guionista Ita Hozaife y JK Amalou están en el lugar correcto, pero su película se muestra en el espacio equivocado".
Amarachukwu Iwuala de 360Nobs criticó el guion y la continuidad, pero elogió la música y comentó: "La orquesta es tan solemne que uno se ve obligado a reflexionar con sobriedad". La calidad técnica de la película es de primera, mientras que muchos de los actores ofrecen actuaciones sublimes. [Sin embargo,] A Place in the Stars no es excepcional, viniendo del director de Keeping Faith. Ukamaka de Olisa TV dice que parece un documental y concluye: "Aunque A Place In The Stars se suscribe a un estándar propio, lo cual es un triunfo, podría haber sido mejor si la historia no fuera tan lineal [...] Pero se destaca entre sus pares; atreviéndose a realizar acrobacias impresionantes y comenzar una conversación importante".

### Reconocimientos
Fue nominada en once categorías en los Africa Magic Viewers Choice Awards 2015 y ganó el premio a la "Mejor película dramática".
| Premios                                                   | Categoría                   | Nominados                                  | Resultado |
| --------------------------------------------------------- | --------------------------- | ------------------------------------------ | --------- |
| Opción múltiple (Africa Magic Viewers Choice Awards 2015) | Mejor película de 2014      | Steve Gukas                                | Nominado  |
| Opción múltiple (Africa Magic Viewers Choice Awards 2015) | Mejor película (drama)      | Steve Gukas                                | Ganador   |
| Opción múltiple (Africa Magic Viewers Choice Awards 2015) | Mejor director de cine      | Steve Gukas                                | Nominado  |
| Opción múltiple (Africa Magic Viewers Choice Awards 2015) | Mejor actor de reparto      | Segun Arinze                               | Nominado  |
| Opción múltiple (Africa Magic Viewers Choice Awards 2015) | Mejor actriz de drama       | Amaka Mgbor                                | Nominado  |
| Opción múltiple (Africa Magic Viewers Choice Awards 2015) | Mejor actor de drama        | Gideon Okeke                               | Nominado  |
| Opción múltiple (Africa Magic Viewers Choice Awards 2015) | Mejor fotografía            | John Demps, Harald Beeker y Manuel Lapiere | Nominado  |
| Opción múltiple (Africa Magic Viewers Choice Awards 2015) | Mejor artista de maquillaje | Chinwem Elevoh y Sandra Udoewah            | Nominado  |
| Opción múltiple (Africa Magic Viewers Choice Awards 2015) | Mejor edición de sonido     | Susan Penington                            | Nominado  |
| Opción múltiple (Africa Magic Viewers Choice Awards 2015) | Mejor edición de video      | Antonio Rui Ribeiro                        | Nominado  |
| Opción múltiple (Africa Magic Viewers Choice Awards 2015) | Mejor guionista de drama    | Ita Hozaife, JK Amalou                     | Nominado  |